# Viana (Tarn)
Viana (en francès Viane) és un municipi francès situat al departament del Tarn i a la regió d'Occitània.

## Demografia
| 1962                                       | 1968  | 1975 | 1982 | 1990 | 1999 | 2007 |
| ------------------------------------------ | ----- | ---- | ---- | ---- | ---- | ---- |
| 968                                        | 1.046 | 885  | 817  | 624  | 582  | 608  |
| Des de 1962: població sense dobles comptes |       |      |      |      |      |      |

## Administració
| Període   | Identitat        | Partit        |
| --------- | ---------------- | ------------- |
| 1989-2008 | Jean-Paul Mialhe | Divers droite |
| 2008-     | Pierre Azaïs     |               |